# 小行星5963
小行星5963（英語：5963）是一颗围绕太阳公转的小行星。1990年8月24日，亨利·E·霍爾特在帕洛马山发现了此天体。
这颗小行星的绝对星等为60.10037358256299等。